# كيفن هودجز
كيفن هودجز (بالإنجليزية: Kevin Hodges)‏ (12 يونيو 1960 في المملكة المتحدة - ) هو مدرب كرة قدم ولاعب كرة قدم بريطاني في مركز الوسط. لعب مع نادي بليموث أرجايل ونادي توركي يونايتد.

## وصلات خارجية
- كيفن هودجز على موقع قاعدة بيانات كرة القدم.إي يو (الإنجليزية)